# Eugen von Brockhausen der Jüngere

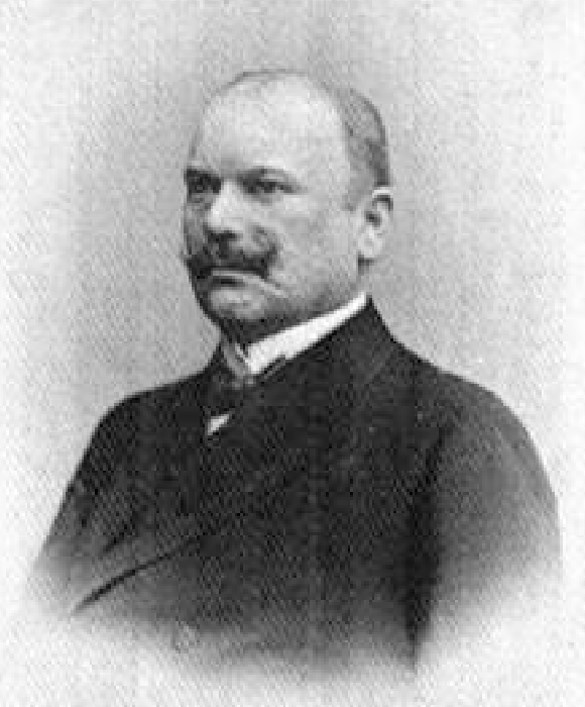
Eugen von Brockhausen

Eugen Heinrich von Brockhausen (* 10. März 1857 in Karwitz, Kreis Dramburg; † 14. September 1922 ebenda) war ein deutscher Verwaltungsjurist und Abgeordneter.

## Leben
Eugen von Brockhausen, Sohn des Otto von Brockhausen und Neffe des Rittergutsbesitzers und Mitglied des Preußischen Abgeordnetenhauses Eugen von Brockhausen, besuchte die Ritterakademie (Brandenburg an der Havel). Nach dem Abitur begann er an der Ruprecht-Karls-Universität Heidelberg Rechtswissenschaft zu studieren. 1876 wurde er im Corps Saxo-Borussia Heidelberg aktiv. Als Inaktiver wechselte er an die Friedrich-Wilhelms-Universität Berlin. Nach der ersten juristischen Prüfung 1879 begann er die Vorbereitungsdienst für die Rechtspflege. 1882 wechselte er als Referendar in die innere Verwaltung des Königreichs Preußen. 1884 wurde er Landrat des Kreises Dramburg.
Bereits 1888 für die Deutschkonservative Partei in das Preußische Abgeordnetenhaus gewählt, legte er das Mandat am 16. Januar 1889 vor dem Antritt nieder. Noch in derselben Legislaturperiode wurde er 1892 erneut gewählt. Reichstagsmitglied war Brockhausen seit 1898. Er war auch aktiver Funktionär des Bundes der Landwirte.
Im Jahr 1899 wurde Brockhausen als Landrat in den einstweiligen Ruhestand versetzt. Wie andere Konservative Abgeordnete hatte er gegen die Vorlage zum Bau des Mittellandkanals gestimmt. Insbesondere Wilhelm II. fasste dies als Bruch der Loyalität und des Beamteneides auf. Daraufhin wurden Brockhausen und andere beamtete Abgeordnete gemaßregelt.
Beruflich war Brockhausen seit 1899 Verbandsdirektor der pommerschen landwirtschaftlichen Genossenschaften.
Er blieb Abgeordneter in Preußen und im Reichstag bis 1918. Bis 1917 gehörte er dem Provinziallandtag der Provinz Pommern an. Nach der Novemberrevolution wurde er Ehrenvorsitzender der DNVP in Pommern.